# Kinetica (engine)
Kinetica is een game engine ontwikkeld door Sony Computer Entertainment die is gebruikt bij diverse PlayStation 2 titels.

## Lijst van Kinetica Engine-spellen
- Kinetica
- ATV Offroad Fury
- God of War-serie
- Twisted Metal Black
- NFL GameDay-serie
- Wipeout Fusion
- SOCOM-serie
- The Getaway